# Каюа
Каюа (порт. Caiuá)  —  муниципалитет в Бразилии, входит в штат Сан-Паулу. Составная часть мезорегиона Президенти-Пруденти. Входит в экономико-статистический  микрорегион Президенти-Пруденти. Население составляет 4821 человек на 2006 год. Занимает площадь 535,522 км². Плотность населения — 9,0 чел./км².

## Статистика
- Валовой внутренний продукт на 2003 составляет 34.709.573,00 реалов (данные: Бразильский институт географии и статистики).
- Валовой внутренний продукт на душу населения на 2003 составляет 7.657,09 реалов (данные: Бразильский институт географии и статистики).
- Индекс развития человеческого потенциала на 2000 составляет 0,710 (данные: Программа развития ООН).

## География
Климат местности: субтропический. В соответствии с классификацией Кёппена, климат относится к категории Cfb.